# اچ‌ام‌اس کراس‌بو (دی۹۶)
اچ‌ام‌اس کراس‌بو (دی۹۶) (به انگلیسی: HMS Crossbow (D96)) یک کشتی بود که طول آن ۳۶۵ فوت (۱۱۱ متر) بود. این کشتی در سال ۱۹۴۵ ساخته شد.